# 小林茂吉
小林 茂吉（こばやし もきち、1892年（明治25年）1月20日 - 1952年（昭和27年）1月12日）は、大日本帝国陸軍軍人。最終階級は陸軍少将。旧姓は宮本。

## 経歴
1892年（明治25年）に群馬県で生まれた。陸軍士官学校第26期卒業。1938年（昭和13年）3月に工兵第19連隊長（朝鮮軍・第19師団）に就任し、張鼓峰事件ではソ連軍の猛攻を耐え、防衛戦に任じた。1939年（昭和14年）8月に陸軍工兵大佐に進級。1940年（昭和15年）12月に関東軍司令部附となり、1941年（昭和16年）5月に関東軍築城部附に転じた。
1944年（昭和19年）8月1日に陸軍少将に進級し、8月19日に第5工兵隊司令官（南方軍・第18方面軍）に就任して太平洋戦争に出征。バンコク付近で陣地構築中に終戦を迎えた。
1947年（昭和22年）11月28日、公職追放仮指定を受けた。